# Đại hội Thể thao Khối Thịnh vượng chung
Đại hội Thể thao Khối Thịnh vượng chung (tiếng Anh: Commonwealth Games), trước đây gọi là Đại hội Thể thao Đế quốc Anh (British Empire Games, 1930-1950), Đại hội Thể thao Đế quốc Anh và Khối Thịnh vượng chung (British Empire and Commonwealth Games, 1954-1966), và Đại hội Thể thao Khối Thịnh vượng chung Anh (British Commonwealth Games, 1970-1974) là một sự kiện thể thao tổng hợp quốc tế với sự tham gia của các vận động viên đến từ các quốc gia khối Thịnh vượng chung. Sự kiện được tổ chức lần đầu tiên vào năm 1930, và từ đó được tổ chức 4 năm một lần (ngoại trừ các năm 1942 và 1946 do chiến tranh). Đây được cho là sự kiện thể thao tổng hợp lớn thứ ba trên thế giới, sau Thế vận hội và Á vận hội.
Liên đoàn Đại hội Thể thao Khối Thịnh vượng chung (CGF) giám sát các đại hội, thể chế này cũng kiểm soát chương trình thi đấu và lựa chọn thành phố đăng cai. Mỗi kỳ đại hội có một thành phố đăng cai được lựa chọn, và có 18 thành phố tại bảy quốc gia từng tổ chức sự kiện này.
Bên cạnh nhiều môn thể thao Thế vận hội, đại hội cũng bao gồm một số môn thể thao được chơi phần lớn tại các quốc gia Thịnh vượng chung, như bóng gỗ trên cỏ và bóng lưới. Có sáu đội tuyển tham dự tất cả các kỳ Đại hội là Anh, Canada, New Zealand, Scotland, Úc và Wales.
Mặc dù Khối Thịnh vượng chung có 53 thành viên, song có 70 đội tuyển tham gia Đại hội Thể thao Khối Thịnh vượng chung do một số lãnh thổ hải ngoại thuộc Anh, thuộc địa vương thất, và các đảo quốc tham gia dưới quốc kỳ riêng của họ. Bốn quốc gia thuộc Anh Quốc là Anh, Scotland, Wales, và Bắc Ireland cũng cử các đội tuyển riêng tham dự.

## Lịch sử
Năm 1891, Nam tước Astley Cooper là người đầu tiên đề xuất một cuộc tranh tài thể thao giữa các thành viên của Đế quốc Anh, ông viết một bài trên The Times đề nghị một cuộc thi và liên hoan liên Anh Quốc liên Anh giáo tổ chức mỗi bốn năm như một cách để tăng cường thiện chí và thông hiểu tốt đẹp trong Đế quốc Anh. Năm 1911, Lễ hội Đế quốc được tổ chức tại Cung điện Thủy tinh tại Luân Đông nhằm chào mứng lễ đăng quang của Quốc vương George V. Trong thành phần của lễ hội, một giải vộ địch toàn đế quốc được tổ chức với các đội tuyển đến từ Anh Quốc, Canada, Nam Phi, Úc, trong các cuộc thi quyền Anh, đấu vật, bơi và điền kinh.
Năm 1928, một người Canada là Melville Marks Robinson thỉnh cầu tổ chức Đại hội Thể thao Đế quốc Anh đầu tiên; và nó đã được tổ chức vào năm 1930 tại Hamilton, Ontario, nữ giới chỉ tham gia trong các cuộc thi bơi. Từ năm 1934, nữ giới cũng được tham gia một số cuộc thi điền kinh.

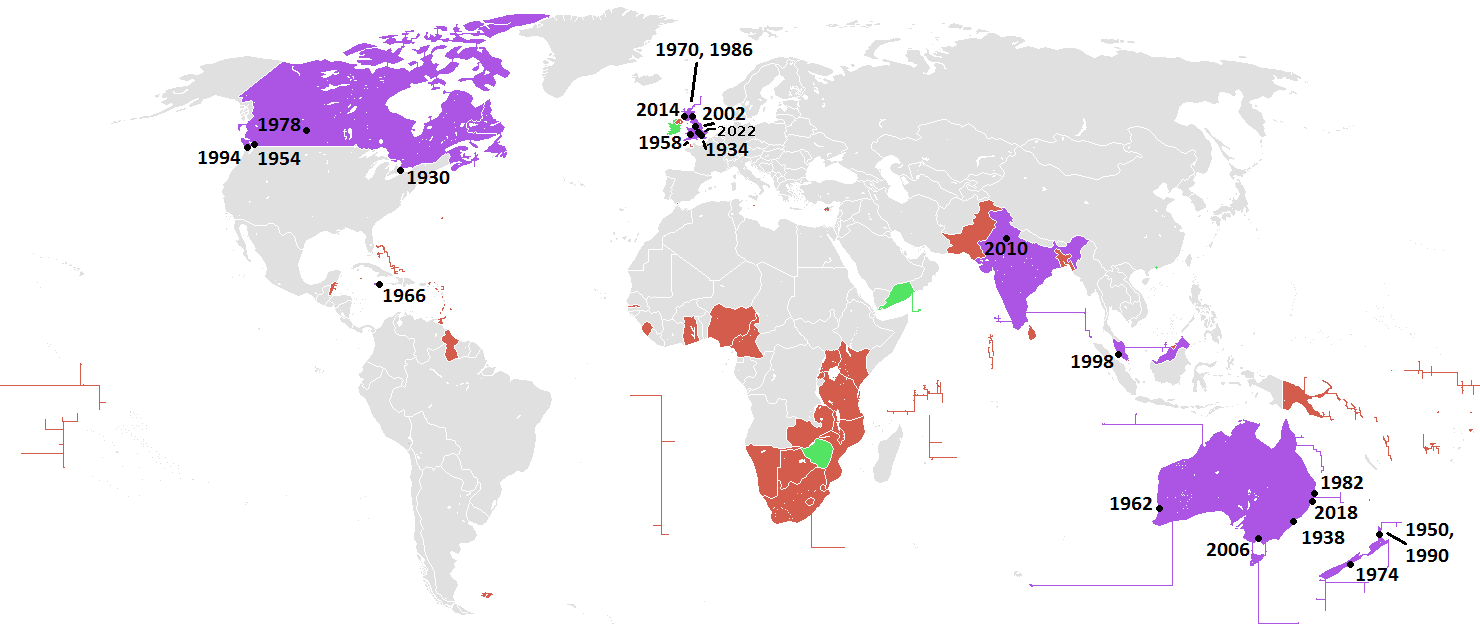
Quốc gia đã hoặc dự kiến sẽ tổ chức sự kiện
Các quốc gia khác tham dự sự kiện
Các quốc gia từng tham gia sự kiện song nay không còn tham dự
• Các thành phố và năm đăng cai

Kỳ Đại hội Thể thao Đế quốc Anh đầu tiên có 11 đội tuyển tham dự. Chu kỳ bốn năm tổ chức một lần của đại hội bị gián đoạn do Chiến tranh thế giới thứ hai khi các kỳ đại hội vào năm 1942 và 1946 bị bãi bỏ. Đại hội phục hồi vào năm 1950 và trong kỳ năm 1954 thì bắt đầu mang tên Đại hội Thể thao Đế quốc Anh và Khối Thịnh vượng chung. Trên 1000 vận động viên tham gia kỳ đại hội năm 1958 với hơn 30 đội tuyển lần đầu tiên tham dự.
Nigeria là quốc gia đầu tiên tẩy chay Đại hội Thể thao Khối Thịnh vượng chung vào năm 1978 để phản đối New Zealand có tiếp xúc thể thao với Nam Phi. Kỳ đại hội năm 1986 bị 32 quốc gia châu Phi và Caribe tẩy chay để phản đối Thủ tướng Anh Quốc Margaret Thatcher từ chối lên án các tiếp xúc thể thao đối với Nam Phi vào năm 1985, sau Đại hội phục hồi và tiếp tục phát triển sau đó. Đại hội Thể thao Khối Thịnh vượng chung 1998 tại Kuala Lumpur, Malaysia chứng kiến số môn thể thao tăng từ 10 lên 15 khi các môn thể thao đồng đội được cho phép lần đầu tiên. Sự tham gia cũng lập kỷ lục mới với trên 3500 vận động viên đại diện cho 70 đội tuyển. Tại Đại hội tổ chức tại Melbourne vào năm 2006, trên 4000 vận động viên tham gia thi đấu.
| Kỳ                                                     | Năm                          | Thành phố đăng cai           | Quốc gia đăng cai            | Ngày bắt đầu                 | Ngày kết thúc                | Môn thể thao                 | Cuộc thi                     | Quốc gia                     | Vận động viên                | Đội thắng cuộc               |                              |
| Đại hội Thể thao Đế quốc Anh                           | Đại hội Thể thao Đế quốc Anh | Đại hội Thể thao Đế quốc Anh | Đại hội Thể thao Đế quốc Anh | Đại hội Thể thao Đế quốc Anh | Đại hội Thể thao Đế quốc Anh | Đại hội Thể thao Đế quốc Anh | Đại hội Thể thao Đế quốc Anh | Đại hội Thể thao Đế quốc Anh | Đại hội Thể thao Đế quốc Anh | Đại hội Thể thao Đế quốc Anh | Đại hội Thể thao Đế quốc Anh |
| ------------------------------------------------------ | ---------------------------- | ---------------------------- | ---------------------------- | ---------------------------- | ---------------------------- | ---------------------------- | ---------------------------- | ---------------------------- | ---------------------------- | ---------------------------- | ---------------------------- |
| Đại hội thể thao Toàn Đế quốc                          | 1911                         | Luân Đôn                     | Anh                          | 12 tháng 5                   | tháng 6?                     | 4                            | 9                            | 4                            | ?                            | Canada                       |                              |
| I                                                      | 1930                         | Hamilton                     | Canada                       | 16 tháng 8                   | 23 tháng 8                   | 6                            | 59                           | 11                           | 400                          | Anh                          |                              |
| II                                                     | 1934                         | Luân Đôn                     | Anh                          | 4 tháng 8                    | 11 tháng 8                   | 6                            | 68                           | 16                           | 500                          | Anh                          |                              |
| III                                                    | 1938                         | Sydney                       | Úc                           | 5 tháng 2                    | 12 tháng 2                   | 7                            | 71                           | 15                           | 464                          | Úc                           |                              |
| IV                                                     | 1950                         | Auckland                     | New Zealand                  | 4 tháng 2                    | 11 tháng 2                   | 9                            | 88                           | 12                           | 590                          | Úc                           |                              |
| Đại hội Thể thao Đế quốc Anh và Khối Thịnh vượng chung |                              |                              |                              |                              |                              |                              |                              |                              |                              |                              |                              |
| V                                                      | 1954                         | Vancouver                    | Canada                       | 30 tháng 7                   | 7 tháng 8                    | 9                            | 91                           | 24                           | 662                          | Anh                          |                              |
| VI                                                     | 1958                         | Cardiff                      | Wales                        | 18 tháng 7                   | 26 tháng 7                   | 9                            | 94                           | 36                           | 1122                         | Anh                          |                              |
| VII                                                    | 1962                         | Perth                        | Úc                           | 22 tháng 11                  | 1 tháng 12                   | 9                            | 104                          | 35                           | 863                          | Úc                           |                              |
| VIII                                                   | 1966                         | Kingston                     | Jamaica                      | 4 tháng 8                    | 13 tháng 8                   | 9                            | 110                          | 34                           | 1050                         | Anh                          |                              |
| Đại hội Thể thao Khối Thịnh vượng chung Anh            |                              |                              |                              |                              |                              |                              |                              |                              |                              |                              |                              |
| IX                                                     | 1970                         | Edinburgh                    | Scotland                     | 16 tháng 7                   | 25 tháng 7                   | 9                            | 121                          | 42                           | 1383                         | Úc                           |                              |
| X                                                      | 1974                         | Christchurch                 | New Zealand                  | 24 tháng 1                   | 2 tháng 2                    | 9                            | 121                          | 38                           | 1276                         | Úc                           |                              |
| Đại hội Thể thao Khối Thịnh vượng chung                |                              |                              |                              |                              |                              |                              |                              |                              |                              |                              |                              |
| XI                                                     | 1978                         | Edmonton                     | Canada                       | 3 tháng 8                    | 12 tháng 8                   | 10                           | 128                          | 46                           | 1474                         | Canada                       |                              |
| XII                                                    | 1982                         | Brisbane                     | Úc                           | 30 tháng 9                   | 9 tháng 10                   | 10                           | 142                          | 46                           | 1583                         | Úc                           |                              |
| XIII                                                   | 1986                         | Edinburgh                    | Scotland                     | 24 tháng 7                   | 2 tháng 8                    | 10                           | 163                          | 26                           | 1662                         | Anh                          |                              |
| XIV                                                    | 1990                         | Auckland                     | New Zealand                  | 24 tháng 1                   | 3 tháng 2                    | 10                           | 204                          | 55                           | 2073                         | Úc                           |                              |
| XV                                                     | 1994                         | Victoria                     | Canada                       | 18 tháng 8                   | 28 tháng 8                   | 10                           | 217                          | 63                           | 2557                         | Úc                           |                              |
| XVI                                                    | 1998                         | Kuala Lumpur                 | Malaysia                     | 11 tháng 9                   | 21 tháng 9                   | 15                           | 213                          | 70                           | 3633                         | Úc                           |                              |
| XVII                                                   | 2002                         | Manchester                   | Anh                          | 25 tháng 7                   | 4 tháng 8                    | 17                           | 281                          | 72                           | 3679                         | Úc                           |                              |
| XVIII                                                  | 2006                         | Melbourne                    | Úc                           | 15 tháng 3                   | 26 tháng 3                   | 16                           | 245                          | 71                           | 4049                         | Úc                           |                              |
| XIX                                                    | 2010                         | Delhi                        | India                        | 3 tháng 10                   | 14 tháng 10                  | 17                           | 272                          | 71                           | 6700                         | Úc                           |                              |
| XX                                                     | 2014                         | Glasgow                      | Scotland                     | 23 tháng 7                   | 3 tháng 8                    | 171                          | 261                          | 71                           | 4947                         | Anh                          |                              |
| XXI                                                    | 2018                         | Gold Coast                   | Úc                           | 4 tháng 4                    | 15 tháng 4                   | 19                           | 275                          | 71                           | 4426                         | Úc                           |                              |
| XXII                                                   | 2022                         | Birmingham                   | Anh                          | 28 tháng 7                   | 8 tháng 8                    | 20                           | 283                          | 72                           | 5054                         | Úc                           |                              |
| XXIII                                                  | 2026                         | Glasgow                      | Scotland                     | 22 tháng 7                   | 2 tháng 8                    | 10                           |                              | 75 (dự kiến)                 |                              |                              |                              |

### Kỳ đại hội theo quốc gia đăng cai
| Hạng | Quốc gia    | Số kỳ tổ chức | Năm tổ chức                  |
| ---- | ----------- | ------------- | ---------------------------- |
| 1    | Úc          | 5             | 1938, 1962, 1982, 2006, 2018 |
| 2    | Canada      | 4             | 1930, 1954, 1978, 1994       |
| 3    | New Zealand | 3             | 1950, 1974, 1990             |
| 3    | Scotland    | 4             | 1970, 1986, 2014, 2026       |
| 3    | Anh         | 4             | 1911, 1934, 2002, 2022       |
| 6    | Ấn Độ       | 1             | 2010                         |
| 6    | Malaysia    | 1             | 1998                         |
| 6    | Jamaica     | 1             | 1966                         |
| 6    | Wales       | 1             | 1958                         |

## Bảng huy chương
*Lưu ý: Các quốc gia được in nghiêng không còn tham gia Đại hội Thể thao Khối Thịnh vượng chung nữa..
Cập nhật từ sau Đại hội Thể thao Khối Thịnh vượng chung 2022.
| Hạng                | CGA                               | Vàng | Bạc  | Đồng | Tổng số |
| ------------------- | --------------------------------- | ---- | ---- | ---- | ------- |
| 1                   | Úc (AUS)                          | 1003 | 834  | 767  | 2604    |
| 2                   | Anh (ENG)                         | 773  | 783  | 766  | 2322    |
| 3                   | Canada (CAN)                      | 510  | 548  | 589  | 1647    |
| 4                   | Ấn Độ (IND)                       | 203  | 190  | 171  | 564     |
| 5                   | New Zealand (NZL)                 | 179  | 232  | 295  | 706     |
| 6                   | Nam Phi (RSA)                     | 137  | 132  | 147  | 416     |
| 7                   | Scotland (SCO)                    | 132  | 143  | 227  | 502     |
| 8                   | Kenya (KEN)                       | 91   | 80   | 87   | 258     |
| 9                   | Nigeria (NGR)                     | 82   | 84   | 105  | 271     |
| 10                  | Wales (WAL)                       | 75   | 104  | 155  | 334     |
| 11                  | Malaysia (MAS)                    | 69   | 78   | 91   | 238     |
| 12                  | Jamaica (JAM)                     | 65   | 53   | 58   | 176     |
| 13                  | Singapore (SGP)                   | 41   | 31   | 37   | 109     |
| 14                  | Bắc Ireland (NIR)                 | 37   | 46   | 59   | 142     |
| 15                  | Pakistan (PAK)                    | 27   | 27   | 29   | 83      |
| 16                  | Síp (CYP)                         | 25   | 16   | 23   | 64      |
| 17                  | Uganda (UGA)                      | 19   | 16   | 25   | 60      |
| 18                  | Ghana (GHA)[a]                    | 15   | 20   | 28   | 63      |
| 19                  | Trinidad và Tobago (TRI)          | 13   | 23   | 26   | 62      |
| 20                  | Bahamas (BAH)                     | 11   | 14   | 13   | 38      |
| 21                  | Cameroon (CMR)                    | 11   | 12   | 17   | 40      |
| 22                  | Nauru (NRU)                       | 10   | 11   | 10   | 31      |
| 23                  | Samoa (SAM)                       | 6    | 12   | 11   | 29      |
| 24                  | Zimbabwe (ZIM)[b]                 | 6    | 9    | 14   | 29      |
| 25                  | Tanzania (TAN)                    | 6    | 7    | 11   | 24      |
| 26                  | Zambia (ZAM)[c]                   | 5    | 13   | 24   | 42      |
| 27                  | Papua New Guinea (PNG)            | 5    | 8    | 2    | 15      |
| 28                  | Botswana (BOT)                    | 5    | 6    | 8    | 19      |
| 29                  | Namibia (NAM)                     | 5    | 4    | 15   | 24      |
| 30                  | Hồng Kông (HKG)                   | 5    | 2    | 10   | 17      |
| 31                  | Sri Lanka (SRI)[d]                | 4    | 9    | 11   | 24      |
| 32                  | Fiji (FIJ)                        | 4    | 7    | 12   | 23      |
| 33                  | Guyana (GUY)[e]                   | 4    | 6    | 6    | 16      |
| 34                  | Barbados (BAR)                    | 3    | 4    | 8    | 15      |
| 35                  | Đảo Man (IOM)                     | 3    | 3    | 6    | 12      |
| 36                  | Bermuda (BER)                     | 3    | 2    | 3    | 8       |
| 37                  | Grenada (GRN)                     | 3    | 2    | 2    | 7       |
| 38                  | Mozambique (MOZ)                  | 2    | 4    | 3    | 9       |
| 39                  | Bangladesh (BAN)                  | 2    | 4    | 2    | 8       |
| 40                  | Malaysia (MAL) (Malaya)           | 2    | 3    | 2    | 7       |
| 41                  | Saint Vincent và Grenadines (SVG) | 2    | 0    | 1    | 3       |
| 42                  | Quần đảo Virgin thuộc Anh (IVB)   | 2    | 0    | 0    | 2       |
| 43                  | Mauritius (MRI)                   | 1    | 9    | 8    | 18      |
| 44                  | Guernsey (GUE)                    | 1    | 4    | 3    | 8       |
| 45                  | Saint Lucia (LCA)                 | 1    | 1    | 3    | 5       |
| 46                  | Lesotho (LES)                     | 1    | 1    | 1    | 3       |
| 47                  | Jersey (JER)                      | 1    | 0    | 3    | 4       |
| 48                  | Quần đảo Cayman (CAY)             | 1    | 0    | 1    | 2       |
| 49                  | Kiribati (KIR)                    | 1    | 0    | 0    | 1       |
| 49                  | Saint Kitts và Nevis (SKN)        | 1    | 0    | 0    | 1       |
| 51                  | Seychelles (SEY)                  | 0    | 3    | 4    | 7       |
| 52                  | Rhodesia và Nyasaland (FRN)       | 0    | 2    | 5    | 7       |
| 53                  | Dominica (DMA)                    | 0    | 2    | 1    | 3       |
| 54                  | Malta (MLT)                       | 0    | 1    | 6    | 7       |
| 55                  | Eswatini (SWZ)                    | 0    | 1    | 3    | 4       |
| 56                  | Gambia (GAM)                      | 0    | 1    | 1    | 2       |
| 57                  | Ireland (IRE)                     | 0    | 1    | 0    | 1       |
| 58                  | Malawi (MAW)                      | 0    | 0    | 3    | 3       |
| 58                  | Tonga (TON)                       | 0    | 0    | 3    | 3       |
| 58                  | Vanuatu (VAN)                     | 0    | 0    | 3    | 3       |
| 61                  | Đảo Norfolk (NFI)                 | 0    | 0    | 2    | 2       |
| 62                  | Niue (NIU)                        | 0    | 0    | 1    | 1       |
| 62                  | Quần đảo Cook (COK)               | 0    | 0    | 1    | 1       |
| 62                  | Quần đảo Solomon (SOL)            | 0    | 0    | 1    | 1       |
| Tổng số (64 đơn vị) | Tổng số (64 đơn vị)               | 3613 | 3608 | 3929 | 11150   |

- ^[a]  Tổng số huy chương của Ghana bao gồm tất cả huy chương giành được dưới tên  Bờ Biển Vàng (GCO)
- ^[b]  Tổng số huy chương của Zimbabwe bao gồm tất cả huy chương giành được dưới tên  Nam Rhodesia (SRH)
- ^[c]  Tổng số huy chương của Zambia bao gồm tất cả huy chương giành được dưới tên  Bắc Rhodesia (NRH)
- ^[d]  Tổng số huy chương của Sri Lanka bao gồm tất cả huy chương giành được dưới tên  Ceylon (CEY)
- ^[e]  Tổng số huy chương của Guyana bao gồm tất cả huy chương giành được dưới tên  Guiana thuộc Anh (BGU)

## Môn thể thao được chấp thuận
Liên đoàn Đại hội Thể thao Khối Thịnh vượng chung chấp thuận tổng cộng 21 môn thể thao và thêm 7 môn thể thao người khuyết tật. Chúng được phân vào ba thể loại, các môn thể thao cốt yếu phải có mặt ở mỗi kỳ đại hội. Một số môn thể thao tùy chọn có thể được nước đăng cai lựa chọn. Các môn thể thao được công nhận là những môn được Liên đoàn chấp thuận song được xem là cần mở rộng; các nước đăng cai có thể không lựa chọn các môn này cho cho đến khi các yêu cầu của Liên đoàn được đáp ứng.
| Môn             | Thể loại  | Năm                 |
| --------------- | --------- | ------------------- |
| Bắn cung        | Tùy chọn  | 1982, 2010          |
| Điền kinh       | Cốt yếu   | 1911-nay            |
| Cầu lông        | Cốt yếu   | 1966-nay            |
| Bóng rổ         | Tùy chọn  | 2006, 2018          |
| Bi-a            | Công nhận | chưa từng           |
| Quyền Anh       | Cốt yếu   | 1911-nay            |
| Bơi xuồng       | Công nhận | chưa từng           |
| Cricket         | Công nhận | 1998                |
| Đua xe đạp      | Tùy chọn  | 1934-nay            |
| Nhảy cầu        | Tùy chọn  | 1930-nay            |
| Đấu kiếm        | Công nhận | 1950–1970           |
| Bóng đá         | Công nhận | chưa từng           |
| Golf            | Công nhận | chưa từng           |
| Thể dục dụng cụ | Tùy chọn  | 1978, 1990-nay      |
| Bóng ném        | Công nhận | 1930                |
| Khúc côn cầu    | Cốt yếu   | 1998-nay            |
| Judo            | Tùy chọn  | 1990, 2002, 2014    |
| Bóng gỗ trên cỏ | Cốt yếu   | 1930-nay (trừ 1966) |
| Cứu sinh        | Công nhận | chưa từng           |

| Môn                         | Thể loại  | Năm                               |
| --------------------------- | --------- | --------------------------------- |
| Bóng lưới                   | Cốt yếu   | 1998-nay                          |
| Chèo thuyền                 | Tùy chọn  | 1930, 1938–1962, 1986             |
| Bóng bầu dục kiểu liên minh | Công nhận | chưa từng                         |
| Bóng bầu dục bảy người      | Cốt yếu   | 1998-nay                          |
| Thuyền buồm                 | Công nhận | chưa từng                         |
| Bắn súng                    | Tùy chọn  | 1966, 1974-nay                    |
| Bóng mềm                    | Công nhận | chưa từng                         |
| Bóng quần                   | Cốt yếu   | 1998-nay                          |
| Bơi                         | Cốt yếu   | 1911-nay                          |
| Bơi đồng diễn               | Tùy chọn  | 1986, 2006                        |
| Bóng bàn                    | Tùy chọn  | 2002-nay                          |
| Taekwondo                   | Tùy chọn  | chưa từng                         |
| Quần vợt                    | Tùy chọn  | 2010                              |
| Bowling 10 pin              | Công nhận | 1998                              |
| Ba môn phối hợp             | Tùy chọn  | 2002, 2006, 2014                  |
| Bóng chuyền                 | Công nhận | chưa từng                         |
| Bóng nước                   | Công nhận | 1950                              |
| Cử tạ                       | Cốt yếu   | 1950-nay                          |
| Đấu vật                     | Tùy chọn  | 1911-nay (trừ 1990, 1998 và 2006) |

## Tham gia
Chỉ sáu đội tuyển tham gia mọi kỳ Đại hội: Úc, Canada, Anh, New Zealand, Scotland và Wales. Úc giành vị trí cao nhất trong 11 kỳ đại hội, Anh bảy kỳ và Canada một kỳ.
| Bảng các đội tham gia theo các kỳ Đại hội             | Bảng các đội tham gia theo các kỳ Đại hội    | Bảng các đội tham gia theo các kỳ Đại hội | Bảng các đội tham gia theo các kỳ Đại hội | Bảng các đội tham gia theo các kỳ Đại hội | Bảng các đội tham gia theo các kỳ Đại hội | Bảng các đội tham gia theo các kỳ Đại hội | Bảng các đội tham gia theo các kỳ Đại hội | Bảng các đội tham gia theo các kỳ Đại hội | Bảng các đội tham gia theo các kỳ Đại hội | Bảng các đội tham gia theo các kỳ Đại hội | Bảng các đội tham gia theo các kỳ Đại hội | Bảng các đội tham gia theo các kỳ Đại hội | Bảng các đội tham gia theo các kỳ Đại hội | Bảng các đội tham gia theo các kỳ Đại hội | Bảng các đội tham gia theo các kỳ Đại hội | Bảng các đội tham gia theo các kỳ Đại hội | Bảng các đội tham gia theo các kỳ Đại hội | Bảng các đội tham gia theo các kỳ Đại hội | Bảng các đội tham gia theo các kỳ Đại hội | Bảng các đội tham gia theo các kỳ Đại hội | Bảng các đội tham gia theo các kỳ Đại hội | Bảng các đội tham gia theo các kỳ Đại hội | Bảng các đội tham gia theo các kỳ Đại hội |
| ----------------------------------------------------- | -------------------------------------------- | ----------------------------------------- | ----------------------------------------- | ----------------------------------------- | ----------------------------------------- | ----------------------------------------- | ----------------------------------------- | ----------------------------------------- | ----------------------------------------- | ----------------------------------------- | ----------------------------------------- | ----------------------------------------- | ----------------------------------------- | ----------------------------------------- | ----------------------------------------- | ----------------------------------------- | ----------------------------------------- | ----------------------------------------- | ----------------------------------------- | ----------------------------------------- | ----------------------------------------- | ----------------------------------------- | ----------------------------------------- |
| Đội tuyển                                             | Kỳ                                           | Toàn Đế 1911                              | I                                         | II                                        | III                                       | IV                                        | V                                         | VI                                        | VII                                       | VIII                                      | IX                                        | X                                         | XI                                        | XII                                       | XIII                                      | XIV                                       | XV                                        | XVI                                       | XVII                                      | XVIII                                     | XIX                                       | XX                                        | XXI                                       |
| Đội tuyển                                             | Năm                                          | 1911                                      | 1930                                      | 1934                                      | 1938                                      | 1950                                      | 1954                                      | 1958                                      | 1962                                      | 1966                                      | 1970                                      | 1974                                      | 1978                                      | 1982                                      | 1986                                      | 1990                                      | 1994                                      | 1998                                      | 2002                                      | 2006                                      | 2010                                      | 2014                                      | 2018                                      |
| Đội tuyển                                             | Quốc kỳ                                      | Anh                                       | Canada                                    | Anh                                       | Úc                                        | New Zealand                               | Canada                                    | Wales                                     | Úc                                        | Jamaica                                   | Scotland                                  | New Zealand                               | Canada                                    | Úc                                        | Scotland                                  | New Zealand                               | Canada                                    | Malaysia                                  | Anh                                       | Úc                                        | Ấn Độ                                     | Scotland                                  | Úc                                        |
| Đội tuyển                                             | Thành phố                                    | London                                    | Hamilton                                  | London                                    | Sydney                                    | Auckland                                  | Vancouver                                 | Cardiff                                   | Perth                                     | Kingston                                  | Edinburgh                                 | Christchurch                              | Edmonton                                  | Brisbane                                  | Edinburgh                                 | Auckland                                  | Victoria                                  | Kuala Lumpur                              | Manchester                                | Melbourne                                 | Delhi                                     | Glasgow                                   | Gold Coast                                |
| Đội tuyển                                             | Tham gia \\ Quốc gia chủ nhà                 | Anh                                       | Canada                                    | Anh                                       | Úc                                        | New Zealand                               | Canada                                    | Wales                                     | Úc                                        | Jamaica                                   | Scotland                                  | New Zealand                               | Canada                                    | Úc                                        | Scotland                                  | New Zealand                               | Canada                                    | Malaysia                                  | Anh                                       | Úc                                        | India                                     | Scotland                                  | Úc                                        |
| Đội tuyển                                             |                                              |                                           |                                           |                                           |                                           |                                           |                                           |                                           |                                           |                                           |                                           |                                           |                                           |                                           |                                           |                                           |                                           |                                           |                                           |                                           |                                           |                                           |                                           |
| Aden 1                                                | 1962                                         |                                           |                                           |                                           |                                           |                                           |                                           |                                           |                                           |                                           |                                           |                                           |                                           |                                           |                                           |                                           |                                           |                                           |                                           |                                           |                                           |                                           | —                                         |
| Anguilla                                              | 1982, 1998–                                  |                                           |                                           |                                           |                                           |                                           |                                           |                                           |                                           |                                           |                                           |                                           |                                           |                                           |                                           |                                           |                                           |                                           |                                           |                                           |                                           |                                           | —                                         |
| Antigua và Barbuda                                    | 1966–1970, 1978, 1994–                       |                                           |                                           |                                           |                                           |                                           |                                           |                                           |                                           |                                           |                                           |                                           |                                           |                                           |                                           |                                           |                                           |                                           |                                           |                                           |                                           |                                           | —                                         |
| Úc                                                    | 1930–                                        |                                           |                                           |                                           |                                           |                                           |                                           |                                           |                                           |                                           |                                           |                                           |                                           |                                           |                                           |                                           |                                           |                                           |                                           |                                           |                                           |                                           |                                           |
| Bahamas                                               | 1954–1970, 1978–1982, 1990–                  |                                           |                                           |                                           |                                           |                                           |                                           |                                           |                                           |                                           |                                           |                                           |                                           |                                           |                                           |                                           |                                           |                                           |                                           |                                           |                                           |                                           | —                                         |
| Bangladesh                                            | 1978, 1990–                                  |                                           |                                           |                                           |                                           |                                           |                                           |                                           |                                           |                                           |                                           |                                           |                                           |                                           |                                           |                                           |                                           |                                           |                                           |                                           |                                           |                                           | —                                         |
| Barbados                                              | 1954–1982, 1990–                             |                                           |                                           |                                           |                                           |                                           |                                           |                                           |                                           |                                           |                                           |                                           |                                           |                                           |                                           |                                           |                                           |                                           |                                           |                                           |                                           |                                           | —                                         |
| Belize                                                | 1978, 1994–                                  |                                           |                                           |                                           |                                           |                                           |                                           |                                           |                                           |                                           |                                           |                                           |                                           |                                           |                                           |                                           |                                           |                                           |                                           |                                           |                                           |                                           | —                                         |
| Bermuda                                               | 1930–1938, 1954–1982, 1990–                  |                                           |                                           |                                           |                                           |                                           |                                           |                                           |                                           |                                           |                                           |                                           |                                           |                                           |                                           |                                           |                                           |                                           |                                           |                                           |                                           |                                           | —                                         |
| Botswana                                              | 1974, 1982–                                  |                                           |                                           |                                           |                                           |                                           |                                           |                                           |                                           |                                           |                                           |                                           |                                           |                                           |                                           |                                           |                                           |                                           |                                           |                                           |                                           |                                           | —                                         |
| Guiana thuộc Anh                                      | 1930–1938, 1954–1962                         |                                           |                                           |                                           |                                           |                                           |                                           |                                           |                                           |                                           |                                           |                                           |                                           |                                           |                                           |                                           |                                           |                                           |                                           |                                           |                                           |                                           | —                                         |
| Honduras thuộc Anh                                    | 1962–1966                                    |                                           |                                           |                                           |                                           |                                           |                                           |                                           |                                           |                                           |                                           |                                           |                                           |                                           |                                           |                                           |                                           |                                           |                                           |                                           |                                           |                                           | —                                         |
| Quần đảo Virgin (Anh)                                 | 1990–                                        |                                           |                                           |                                           |                                           |                                           |                                           |                                           |                                           |                                           |                                           |                                           |                                           |                                           |                                           |                                           |                                           |                                           |                                           |                                           |                                           |                                           | —                                         |
| Brunei Darussalam                                     | 1958, 1990–                                  |                                           |                                           |                                           |                                           |                                           |                                           |                                           |                                           |                                           |                                           |                                           |                                           |                                           |                                           |                                           |                                           |                                           |                                           |                                           |                                           |                                           | —                                         |
| Cameroon                                              | 1998–                                        |                                           |                                           |                                           |                                           |                                           |                                           |                                           |                                           |                                           |                                           |                                           |                                           |                                           |                                           |                                           |                                           |                                           |                                           |                                           |                                           |                                           | —                                         |
| Canada                                                | 1930–                                        |                                           |                                           |                                           |                                           |                                           |                                           |                                           |                                           |                                           |                                           |                                           |                                           |                                           |                                           |                                           |                                           |                                           |                                           |                                           |                                           |                                           | —                                         |
| Quần đảo Cayman                                       | 1978–                                        |                                           |                                           |                                           |                                           |                                           |                                           |                                           |                                           |                                           |                                           |                                           |                                           |                                           |                                           |                                           |                                           |                                           |                                           |                                           |                                           |                                           | —                                         |
| Ceylon                                                | 1938–1950, 1958–1970                         |                                           |                                           |                                           |                                           |                                           |                                           |                                           |                                           |                                           |                                           |                                           |                                           |                                           |                                           |                                           |                                           |                                           |                                           |                                           |                                           |                                           | —                                         |
| Quần đảo Cook                                         | 1974–1978, 1986–                             |                                           |                                           |                                           |                                           |                                           |                                           |                                           |                                           |                                           |                                           |                                           |                                           |                                           |                                           |                                           |                                           |                                           |                                           |                                           |                                           |                                           | —                                         |
| Síp                                                   | 1978–1982, 1990–                             |                                           |                                           |                                           |                                           |                                           |                                           |                                           |                                           |                                           |                                           |                                           |                                           |                                           |                                           |                                           |                                           |                                           |                                           |                                           |                                           |                                           | —                                         |
| Dominica                                              | 1958–1962, 1970, 1994–                       |                                           |                                           |                                           |                                           |                                           |                                           |                                           |                                           |                                           |                                           |                                           |                                           |                                           |                                           |                                           |                                           |                                           |                                           |                                           |                                           |                                           | —                                         |
| Anh                                                   | 1930–                                        |                                           |                                           |                                           |                                           |                                           |                                           |                                           |                                           |                                           |                                           |                                           |                                           |                                           |                                           |                                           |                                           |                                           |                                           |                                           |                                           |                                           | —                                         |
| Quần đảo Falkland                                     | 1982–                                        |                                           |                                           |                                           |                                           |                                           |                                           |                                           |                                           |                                           |                                           |                                           |                                           |                                           |                                           |                                           |                                           |                                           |                                           |                                           |                                           |                                           | —                                         |
| Fiji                                                  | 1938, 1954–1986, 1998–2006                   |                                           |                                           |                                           |                                           |                                           |                                           |                                           |                                           |                                           |                                           |                                           |                                           |                                           |                                           |                                           |                                           |                                           |                                           |                                           |                                           |                                           | —                                         |
| Gambia                                                | 1970–1982, 1990–2010                         |                                           |                                           |                                           |                                           |                                           |                                           |                                           |                                           |                                           |                                           |                                           |                                           |                                           |                                           |                                           |                                           |                                           |                                           |                                           |                                           |                                           | —                                         |
| Ghana                                                 | 1958–1982, 1990–                             |                                           |                                           |                                           |                                           |                                           |                                           |                                           |                                           |                                           |                                           |                                           |                                           |                                           |                                           |                                           |                                           |                                           |                                           |                                           |                                           |                                           | —                                         |
| Gibraltar                                             | 1958–                                        |                                           |                                           |                                           |                                           |                                           |                                           |                                           |                                           |                                           |                                           |                                           |                                           |                                           |                                           |                                           |                                           |                                           |                                           |                                           |                                           |                                           | —                                         |
| Gold Coast                                            | 1954                                         |                                           |                                           |                                           |                                           |                                           |                                           |                                           |                                           |                                           |                                           |                                           |                                           |                                           |                                           |                                           |                                           |                                           |                                           |                                           |                                           |                                           | —                                         |
| Grenada                                               | 1970–1982, 1998–                             |                                           |                                           |                                           |                                           |                                           |                                           |                                           |                                           |                                           |                                           |                                           |                                           |                                           |                                           |                                           |                                           |                                           |                                           |                                           |                                           |                                           | —                                         |
| Guernsey                                              | 1970–                                        |                                           |                                           |                                           |                                           |                                           |                                           |                                           |                                           |                                           |                                           |                                           |                                           |                                           |                                           |                                           |                                           |                                           |                                           |                                           |                                           |                                           | —                                         |
| Guyana                                                | 1966–1970, 1978–1982, 1990–                  |                                           |                                           |                                           |                                           |                                           |                                           |                                           |                                           |                                           |                                           |                                           |                                           |                                           |                                           |                                           |                                           |                                           |                                           |                                           |                                           |                                           | —                                         |
| Hong Kong                                             | 1934, 1954–1962, 1970–1994                   |                                           |                                           |                                           |                                           |                                           |                                           |                                           |                                           |                                           |                                           |                                           |                                           |                                           |                                           |                                           |                                           |                                           |                                           |                                           |                                           |                                           | —                                         |
| Ấn Độ                                                 | 1934–1938, 1954–1958, 1966–1982, 1990–       |                                           |                                           |                                           |                                           |                                           |                                           |                                           |                                           |                                           |                                           |                                           |                                           |                                           |                                           |                                           |                                           |                                           |                                           |                                           |                                           |                                           | —                                         |
| Ireland                                               | 1930                                         |                                           |                                           |                                           |                                           |                                           |                                           |                                           |                                           |                                           |                                           |                                           |                                           |                                           |                                           |                                           |                                           |                                           |                                           |                                           |                                           |                                           | —                                         |
| Nhà nước Tự do Ireland                                | 1934                                         |                                           |                                           |                                           |                                           |                                           |                                           |                                           |                                           |                                           |                                           |                                           |                                           |                                           |                                           |                                           |                                           |                                           |                                           |                                           |                                           |                                           | —                                         |
| Đảo Man                                               | 1958–                                        |                                           |                                           |                                           |                                           |                                           |                                           |                                           |                                           |                                           |                                           |                                           |                                           |                                           |                                           |                                           |                                           |                                           |                                           |                                           |                                           |                                           | —                                         |
| Jamaica                                               | 1934, 1954–1982, 1990–                       |                                           |                                           |                                           |                                           |                                           |                                           |                                           |                                           |                                           |                                           |                                           |                                           |                                           |                                           |                                           |                                           |                                           |                                           |                                           |                                           |                                           | —                                         |
| Jersey                                                | 1958–                                        |                                           |                                           |                                           |                                           |                                           |                                           |                                           |                                           |                                           |                                           |                                           |                                           |                                           |                                           |                                           |                                           |                                           |                                           |                                           |                                           |                                           | —                                         |
| Kenya                                                 | 1954–1982, 1990–                             |                                           |                                           |                                           |                                           |                                           |                                           |                                           |                                           |                                           |                                           |                                           |                                           |                                           |                                           |                                           |                                           |                                           |                                           |                                           |                                           |                                           | —                                         |
| Kiribati                                              | 1998–                                        |                                           |                                           |                                           |                                           |                                           |                                           |                                           |                                           |                                           |                                           |                                           |                                           |                                           |                                           |                                           |                                           |                                           |                                           |                                           |                                           |                                           | —                                         |
| Lesotho                                               | 1974–                                        |                                           |                                           |                                           |                                           |                                           |                                           |                                           |                                           |                                           |                                           |                                           |                                           |                                           |                                           |                                           |                                           |                                           |                                           |                                           |                                           |                                           | —                                         |
| Malawi 12                                             | 1970–                                        |                                           |                                           |                                           |                                           |                                           |                                           |                                           |                                           |                                           |                                           |                                           |                                           |                                           |                                           |                                           |                                           |                                           |                                           |                                           |                                           |                                           | —                                         |
| Malaya 13                                             | 1950, 1958–1962                              |                                           |                                           |                                           |                                           |                                           |                                           |                                           |                                           |                                           |                                           |                                           |                                           |                                           |                                           |                                           |                                           |                                           |                                           |                                           |                                           |                                           | —                                         |
| Malaysia                                              | 1966–1982, 1990–                             |                                           |                                           |                                           |                                           |                                           |                                           |                                           |                                           |                                           |                                           |                                           |                                           |                                           |                                           |                                           |                                           |                                           |                                           |                                           |                                           |                                           | —                                         |
| Maldives                                              | 1986–                                        |                                           |                                           |                                           |                                           |                                           |                                           |                                           |                                           |                                           |                                           |                                           |                                           |                                           |                                           |                                           |                                           |                                           |                                           |                                           |                                           |                                           | —                                         |
| Malta                                                 | 1958–1962, 1970, 1982–                       |                                           |                                           |                                           |                                           |                                           |                                           |                                           |                                           |                                           |                                           |                                           |                                           |                                           |                                           |                                           |                                           |                                           |                                           |                                           |                                           |                                           | —                                         |
| Mauritius                                             | 1958, 1966–1982, 1990–                       |                                           |                                           |                                           |                                           |                                           |                                           |                                           |                                           |                                           |                                           |                                           |                                           |                                           |                                           |                                           |                                           |                                           |                                           |                                           |                                           |                                           | —                                         |
| Montserrat                                            | 1994–                                        |                                           |                                           |                                           |                                           |                                           |                                           |                                           |                                           |                                           |                                           |                                           |                                           |                                           |                                           |                                           |                                           |                                           |                                           |                                           |                                           |                                           | —                                         |
| Mozambique                                            | 1998–                                        |                                           |                                           |                                           |                                           |                                           |                                           |                                           |                                           |                                           |                                           |                                           |                                           |                                           |                                           |                                           |                                           |                                           |                                           |                                           |                                           |                                           | —                                         |
| Namibia                                               | 1994–                                        |                                           |                                           |                                           |                                           |                                           |                                           |                                           |                                           |                                           |                                           |                                           |                                           |                                           |                                           |                                           |                                           |                                           |                                           |                                           |                                           |                                           | —                                         |
| Nauru                                                 | 1990–                                        |                                           |                                           |                                           |                                           |                                           |                                           |                                           |                                           |                                           |                                           |                                           |                                           |                                           |                                           |                                           |                                           |                                           |                                           |                                           |                                           |                                           | —                                         |
| Newfoundland                                          | 1930–1934                                    |                                           |                                           |                                           |                                           |                                           |                                           |                                           |                                           |                                           |                                           |                                           |                                           |                                           |                                           |                                           |                                           |                                           |                                           |                                           |                                           |                                           | —                                         |
| New Zealand                                           | 1930–                                        |                                           |                                           |                                           |                                           |                                           |                                           |                                           |                                           |                                           |                                           |                                           |                                           |                                           |                                           |                                           |                                           |                                           |                                           |                                           |                                           |                                           | —                                         |
| Nigeria                                               | 1950–1958, 1966–1974, 1982, 1990–1994, 2002– |                                           |                                           |                                           |                                           |                                           |                                           |                                           |                                           |                                           |                                           |                                           |                                           |                                           |                                           |                                           |                                           |                                           |                                           |                                           |                                           |                                           | —                                         |
| Niue                                                  | 2002–                                        |                                           |                                           |                                           |                                           |                                           |                                           |                                           |                                           |                                           |                                           |                                           |                                           |                                           |                                           |                                           |                                           |                                           |                                           |                                           |                                           |                                           | —                                         |
| Đảo Norfolk                                           | 1986–                                        |                                           |                                           |                                           |                                           |                                           |                                           |                                           |                                           |                                           |                                           |                                           |                                           |                                           |                                           |                                           |                                           |                                           |                                           |                                           |                                           |                                           | —                                         |
| Bắc Borneo                                            | 1958–1962                                    |                                           |                                           |                                           |                                           |                                           |                                           |                                           |                                           |                                           |                                           |                                           |                                           |                                           |                                           |                                           |                                           |                                           |                                           |                                           |                                           |                                           | —                                         |
| Bắc Ireland 15                                        | 1934–1938, 1954–                             |                                           |                                           |                                           |                                           |                                           |                                           |                                           |                                           |                                           |                                           |                                           |                                           |                                           |                                           |                                           |                                           |                                           |                                           |                                           |                                           |                                           | —                                         |
| Bắc Rhodesia                                          | 1954                                         |                                           |                                           |                                           |                                           |                                           |                                           |                                           |                                           |                                           |                                           |                                           |                                           |                                           |                                           |                                           |                                           |                                           |                                           |                                           |                                           |                                           | —                                         |
| Pakistan                                              | 1954–1970, 1990–                             |                                           |                                           |                                           |                                           |                                           |                                           |                                           |                                           |                                           |                                           |                                           |                                           |                                           |                                           |                                           |                                           |                                           |                                           |                                           |                                           |                                           | —                                         |
| Papua New Guinea                                      | 1962–1982, 1990–                             |                                           |                                           |                                           |                                           |                                           |                                           |                                           |                                           |                                           |                                           |                                           |                                           |                                           |                                           |                                           |                                           |                                           |                                           |                                           |                                           |                                           | —                                         |
| Rhodesia                                              | 1934–1950                                    |                                           |                                           |                                           |                                           |                                           |                                           |                                           |                                           |                                           |                                           |                                           |                                           |                                           |                                           |                                           |                                           |                                           |                                           |                                           |                                           |                                           | —                                         |
| Rhodesia và Nyasaland                                 | 1958–1962                                    |                                           |                                           |                                           |                                           |                                           |                                           |                                           |                                           |                                           |                                           |                                           |                                           |                                           |                                           |                                           |                                           |                                           |                                           |                                           |                                           |                                           | —                                         |
| Rwanda                                                | 2010–                                        |                                           |                                           |                                           |                                           |                                           |                                           |                                           |                                           |                                           |                                           |                                           |                                           |                                           |                                           |                                           |                                           |                                           |                                           |                                           |                                           |                                           | —                                         |
| Saint Christopher-Nevis-Anguilla                      | 1978                                         |                                           |                                           |                                           |                                           |                                           |                                           |                                           |                                           |                                           |                                           |                                           |                                           |                                           |                                           |                                           |                                           |                                           |                                           |                                           |                                           |                                           | —                                         |
| Saint Helena (cùng đảo Ascension và Tristan da Cunha) | 1982, 1998–                                  |                                           |                                           |                                           |                                           |                                           |                                           |                                           |                                           |                                           |                                           |                                           |                                           |                                           |                                           |                                           |                                           |                                           |                                           |                                           |                                           |                                           | —                                         |
| Saint Kitts và Nevis                                  | 1990–                                        |                                           |                                           |                                           |                                           |                                           |                                           |                                           |                                           |                                           |                                           |                                           |                                           |                                           |                                           |                                           |                                           |                                           |                                           |                                           |                                           |                                           | —                                         |
| Saint Lucia                                           | 1962, 1970, 1978, 1994–                      |                                           |                                           |                                           |                                           |                                           |                                           |                                           |                                           |                                           |                                           |                                           |                                           |                                           |                                           |                                           |                                           |                                           |                                           |                                           |                                           |                                           | —                                         |
| Saint Vincent và Grenadines                           | 1958, 1966–1978, 1994–                       |                                           |                                           |                                           |                                           |                                           |                                           |                                           |                                           |                                           |                                           |                                           |                                           |                                           |                                           |                                           |                                           |                                           |                                           |                                           |                                           |                                           | —                                         |
| Samoa                                                 | 1998–                                        |                                           |                                           |                                           |                                           |                                           |                                           |                                           |                                           |                                           |                                           |                                           |                                           |                                           |                                           |                                           |                                           |                                           |                                           |                                           |                                           |                                           | —                                         |
| Sarawak                                               | 1958–1962                                    |                                           |                                           |                                           |                                           |                                           |                                           |                                           |                                           |                                           |                                           |                                           |                                           |                                           |                                           |                                           |                                           |                                           |                                           |                                           |                                           |                                           | —                                         |
| Scotland                                              | 1930–                                        |                                           |                                           |                                           |                                           |                                           |                                           |                                           |                                           |                                           |                                           |                                           |                                           |                                           |                                           |                                           |                                           |                                           |                                           |                                           |                                           |                                           | —                                         |
| Seychelles                                            | 1990–                                        |                                           |                                           |                                           |                                           |                                           |                                           |                                           |                                           |                                           |                                           |                                           |                                           |                                           |                                           |                                           |                                           |                                           |                                           |                                           |                                           |                                           | —                                         |
| Sierra Leone                                          | 1966–1970, 1978, 1990–                       |                                           |                                           |                                           |                                           |                                           |                                           |                                           |                                           |                                           |                                           |                                           |                                           |                                           |                                           |                                           |                                           |                                           |                                           |                                           |                                           |                                           | —                                         |
| Singapore                                             | 1958–                                        |                                           |                                           |                                           |                                           |                                           |                                           |                                           |                                           |                                           |                                           |                                           |                                           |                                           |                                           |                                           |                                           |                                           |                                           |                                           |                                           |                                           | —                                         |
| Quần đảo Solomon                                      | 1982, 1990–                                  |                                           |                                           |                                           |                                           |                                           |                                           |                                           |                                           |                                           |                                           |                                           |                                           |                                           |                                           |                                           |                                           |                                           |                                           |                                           |                                           |                                           | —                                         |
| Nam Phi                                               | 1930–1958, 1994–                             |                                           |                                           |                                           |                                           |                                           |                                           |                                           |                                           |                                           |                                           |                                           |                                           |                                           |                                           |                                           |                                           |                                           |                                           |                                           |                                           |                                           | —                                         |
| Nam Ả Rập                                             | 1966                                         |                                           |                                           |                                           |                                           |                                           |                                           |                                           |                                           |                                           |                                           |                                           |                                           |                                           |                                           |                                           |                                           |                                           |                                           |                                           |                                           |                                           | —                                         |
| Nam Rhodesia 16                                       | 1954                                         |                                           |                                           |                                           |                                           |                                           |                                           |                                           |                                           |                                           |                                           |                                           |                                           |                                           |                                           |                                           |                                           |                                           |                                           |                                           |                                           |                                           | —                                         |
| Nam Sudan                                             | 2014–                                        |                                           |                                           |                                           |                                           |                                           |                                           |                                           |                                           |                                           |                                           |                                           |                                           |                                           |                                           |                                           |                                           |                                           |                                           |                                           |                                           |                                           | —                                         |
| Sri Lanka                                             | 1974–1982, 1990–                             |                                           |                                           |                                           |                                           |                                           |                                           |                                           |                                           |                                           |                                           |                                           |                                           |                                           |                                           |                                           |                                           |                                           |                                           |                                           |                                           |                                           | —                                         |
| Eswatini                                              | 1970–                                        |                                           |                                           |                                           |                                           |                                           |                                           |                                           |                                           |                                           |                                           |                                           |                                           |                                           |                                           |                                           |                                           |                                           |                                           |                                           |                                           |                                           | —                                         |
| Tanganyika                                            | 1962                                         |                                           |                                           |                                           |                                           |                                           |                                           |                                           |                                           |                                           |                                           |                                           |                                           |                                           |                                           |                                           |                                           |                                           |                                           |                                           |                                           |                                           | —                                         |
| Tanzania                                              | 1966–1982, 1990–                             |                                           |                                           |                                           |                                           |                                           |                                           |                                           |                                           |                                           |                                           |                                           |                                           |                                           |                                           |                                           |                                           |                                           |                                           |                                           |                                           |                                           | —                                         |
| Tonga                                                 | 1974, 1982, 1990–                            |                                           |                                           |                                           |                                           |                                           |                                           |                                           |                                           |                                           |                                           |                                           |                                           |                                           |                                           |                                           |                                           |                                           |                                           |                                           |                                           |                                           | —                                         |
| Trinidad và Tobago                                    | 1934–1982, 1990–                             |                                           |                                           |                                           |                                           |                                           |                                           |                                           |                                           |                                           |                                           |                                           |                                           |                                           |                                           |                                           |                                           |                                           |                                           |                                           |                                           |                                           | —                                         |
| Quần đảo Turks và Caicos                              | 1978, 1998–                                  |                                           |                                           |                                           |                                           |                                           |                                           |                                           |                                           |                                           |                                           |                                           |                                           |                                           |                                           |                                           |                                           |                                           |                                           |                                           |                                           |                                           | —                                         |
| Tuvalu                                                | 1998–                                        |                                           |                                           |                                           |                                           |                                           |                                           |                                           |                                           |                                           |                                           |                                           |                                           |                                           |                                           |                                           |                                           |                                           |                                           |                                           |                                           |                                           | —                                         |
| Uganda                                                | 1954–1982, 1990–                             |                                           |                                           |                                           |                                           |                                           |                                           |                                           |                                           |                                           |                                           |                                           |                                           |                                           |                                           |                                           |                                           |                                           |                                           |                                           |                                           |                                           | —                                         |
| Vanuatu                                               | 1982–                                        |                                           |                                           |                                           |                                           |                                           |                                           |                                           |                                           |                                           |                                           |                                           |                                           |                                           |                                           |                                           |                                           |                                           |                                           |                                           |                                           |                                           | —                                         |
| Wales                                                 | 1930–                                        |                                           |                                           |                                           |                                           |                                           |                                           |                                           |                                           |                                           |                                           |                                           |                                           |                                           |                                           |                                           |                                           |                                           |                                           |                                           |                                           |                                           | —                                         |
| Tây Samoa                                             | 1974–1994                                    |                                           |                                           |                                           |                                           |                                           |                                           |                                           |                                           |                                           |                                           |                                           |                                           |                                           |                                           |                                           |                                           |                                           |                                           |                                           |                                           |                                           | —                                         |
| Zambia 12                                             | 1970–1982, 1990–                             |                                           |                                           |                                           |                                           |                                           |                                           |                                           |                                           |                                           |                                           |                                           |                                           |                                           |                                           |                                           |                                           |                                           |                                           |                                           |                                           |                                           | —                                         |
| Zimbabwe 12                                           | 1982, 1990–2002                              |                                           |                                           |                                           |                                           |                                           |                                           |                                           |                                           |                                           |                                           |                                           |                                           |                                           |                                           |                                           |                                           |                                           |                                           |                                           |                                           |                                           | —                                         |

| - Aden 1962 - Anguilla 1998– - Australasia 1911 - Antigua và Barbuda 1966–1970, 1978, 1994– - Úc 1930– - Bahamas 1954–1970, 1978–1982, 1990– - Bangladesh 1978, 1990– - Barbados 1954–1982, 1990– - Belize 1978, 1994– - Bermuda 1930–1938, 1954–1982, 1990– - Botswana 1974, 1982– - Guiana thuộc Anh 1930–1938, 1954–1962 - Honduras thuộc Anh 1962–1966 - Quần đảo Virgin (Anh) 1990– - Brunei Darussalam 1958, 1990– - Cameroon 1998– - Canada 1911– - Quần đảo Cayman 1978– - Ceylon 1938–1950, 1958–1970 - Quần đảo Cook 1974–1978, 1986– - Síp 1978–1982, 1990– - Dominica 1958–1962, 1970, 1994– - Anh 1911– - Quần đảo Falkland 1982– - Fiji 1938, 1954–1986, 1998–2006 - Gambia 1970–1982, 1990–2010 - Ghana 1958–1982, 1990– - Gibraltar 1958– - Gold Coast 1954 - Grenada 1970–1982, 1998– - Guernsey 1970– - Guyana 1966–1970, 1978–1982, 1990– - Hong Kong 1934, 1954–1962, 1970–1994 - Ấn Độ 1934–1938, 1954–1958, 1966–1982, 1990– - Ireland 11 1930 - Nhà nước Tự do Ireland 1934 - Đảo Man 1958– - Jamaica 1934, 1954–1982, 1990– - Jersey 1958– - Kenya 1954–1982, 1990– - Kiribati 1998– - Lesotho 1974– - Malawi 1970– - Malaya 1950, 1958–1962 - Malaysia 1966–1982, 1990– - Maldives 1986– - Malta 1958–1962, 1970, 1982– - Mauritius 1958–1982, 1990– | - Montserrat 1994– - Mozambique 1998– - Namibia 1994– - Nauru 1990– - Newfoundland 1930–1934 - New Zealand 1930– - Nigeria 1950–1958, 1966–1974, 1982, 1990–1994, 2002– - Niue 2002– - Đảo Norfolk 1986– - Bắc Borneo 1958–1962 - Bắc Ireland 1934–1938, 1954– - Bắc Rhodesia 1954 - Pakistan 1954–1970, 1990– - Papua New Guinea 1962–1982, 1990– - Rhodesia 1934–1950 - Rhodesia và Nyasaland 1958–1962 - Rwanda 2010– - Saint Christopher-Nevis-Anguilla 1978 - Saint Helena (với đảo Ascension và Tristan da Cunha) 1982, 1998– - Saint Kitts và Nevis 1990– - Saint Lucia 1962, 1970, 1978, 1994– - Saint Vincent và Grenadines 1958, 1966–1978, 1994– - Samoa 1998– - Sarawak 1958–1962 - Scotland 1930– - Seychelles 1990– - Sierra Leone 1958, 1966–1970, 1978, 1990– - Singapore 1958– - Quần đảo Solomon 1982, 1990– - Nam Phi 1911–1958, 1994– - Nam Ả Rập 1966 - Nam Rhodesia 1954 - Sri Lanka 1974–1982, 1990– - Eswatini 1970–2018 - Tanganyika 1962 - Tanzania 1966–1982, 1990– - Tonga 1974, 1982, 1990– - Trinidad và Tobago 1934–1982, 1990– - Quần đảo Turks và Caicos 1978, 1998– - Tuvalu 1998– - Uganda 1954–1982, 1990– - Vanuatu 1982– - Wales 1930– - Tây Samoa 1974–1994 - Zambia 1970–1982, 1990– - Zimbabwe 1982, 1990–2002 |